# Gonatocerus aegyptiacus
Gonatocerus aegyptiacus är en stekelart som beskrevs av Soyka 1950. Gonatocerus aegyptiacus ingår i släktet Gonatocerus och familjen dvärgsteklar.
Artens utbredningsområde är Egypten. Inga underarter finns listade i Catalogue of Life.